# Live After Death (video)
Live After Death è il secondo VHS del gruppo musicale britannico Iron Maiden, pubblicato il 23 ottobre 1985 dalla EMI.

## Il disco
Contiene le performance dei concerti tenuti, durante il World Slavery Tour, presso la "Long Beach Arena" il 14-15-16-17 marzo del 1985.
Il 4 febbraio 2008 è stato ripubblicato in formato doppio DVD, il cui secondo disco contiene la seconda parte del documentario The History of Iron Maiden (la prima era inclusa nel secondo disco del doppio DVD The Early Days), il precedente VHS Behind the Iron Curtain, l'intero concerto tenuto al Rock in Rio nel 1985, alcuni filmati girati nel Texas, una galleria fotografica e due videoclip.

## Tracce
Testi e musiche di Steve Harris, eccetto dove indicato.
1. Churchill Speech/Aces High
2. 2 Minutes to Midnight (Adrian Smith, Bruce Dickinson)
3. The Trooper
4. Revelations (Bruce Dickinson)
5. Flight of Icarus (Adrian Smith, Bruce Dickinson)
6. Rime of the Ancient Mariner
7. Powerslave (Bruce Dickinson)
8. The Number of the Beast
9. Hallowed Be Thy Name
10. Iron Maiden
11. Run to the Hills
12. Running Free (Steve Harris, Paul Di'Anno)
13. Sanctuary (Steve Harris, Dave Murray, Paul Di'Anno)

DVD bonus nella riedizione del 2008
1. History of Iron Maiden – Part 2 – Live After Death – 60:00
2. Behind the Iron Curtain – 57:00
3. Rock in Rio '85 – 50:00
4. 'Ello Texas – 15:00
5. Artwork Gallery, Tour Programme, Tour dates and photo gallery
6. Promotional clips for "Aces High" and "2 Minutes to Midnight"

## Formazione
- Bruce Dickinson – voce
- Dave Murray – chitarra
- Adrian Smith – chitarra
- Steve Harris – basso
- Nicko McBrain – batteria